# Cryptocephalopus jonesii
Cryptocephalopus jonesii är en mångfotingart som beskrevs av Karl Wilhelm Verhoeff 1937. Cryptocephalopus jonesii ingår i släktet Cryptocephalopus och familjen fingerdubbelfotingar. Inga underarter finns listade i Catalogue of Life.